# Mireia Cornudella Felip
Mireia Cornudella Felip (Barcelona, 4 de noviembre de 1966) es una regatista catalana, campeona del mundo de vela en dos ocasiones.
Fue campeona del mundo juvenil en la clase vaurien en 1984. Cuatro años más tarde, en 1988, con su hermana Núria Cornudella, consiguió el bronce en el Campeonato del Mundo absoluto en la misma clase. En 1992, con ocasión de los Juegos Olímpicos de Barcelona, fue la responsable voluntaria del área ECHO de salvamento. Entre 1994 y 2006 trabajó en el Centro Municipal de Vela de Barcelona, y desde el 2007 forma parte del equipo organizativo de la Barcelona World Race.

## Premios y condecoraciones
- Medalla de oro en el Campeonato del Mundo juvenil de Vela (clase vaurien).
- Medalla de Bronce en el Campeonato del Mundo absoluto (clase vaurien con Núria Cornudella)
- Insignia de plata de la Real Federación Española de Vela.
- Medalla de plata de la Federación Catalana de Vela.